# On a Sunday
On a Sunday è un singolo della cantante canadese Ester Peony, pubblicato il 17 gennaio 2019 su etichetta discografica Spinnup.
Scritto da Ioana Victoria Badea, il brano è stato selezionato per Selecția Națională 2019, processo di selezione nazionale per l'Eurovision Song Contest. Nella serata finale del programma, dopo essersi qualificata dalla semifinale, ha vinto il voto della giuria, ottenendo 62 punti dai sei giurati; è arrivata ottava su dodici partecipanti nel televoto, che ha funto da settimo giurato, ottenendo tre punti dal pubblico rumeno e portando il suo totale a 65 punti, sufficienti a renderla vincitrice e rappresentante nazionale di diritto all'Eurovision Song Contest 2019, a Tel Aviv, in Israele.
Qui si è esibita nella seconda semifinale del 16 maggio, ma non si è qualificata per la finale, piazzandosi 13ª su 18 partecipanti con 71 punti totalizzati, di cui 24 dal televoto e 47 dalle giurie. È risultata la più votata dal pubblico della Moldavia e la più popolare fra le giurie di Moldavia e Russia.

## Tracce
Download digitale
1. On a Sunday – 3:01